# Opomyza germinationis
Opomyza germinationis ist eine Fliege aus der Familie der Grasfliegen (Opomyzidae).

## Merkmale
Die Fliegen erreichen eine Körperlänge von 3,4 bis 4 Millimetern. Ihr Körper hat eine gelbliche Grundfarbe. Der Kopf ist gelb, das Untergesicht und die Backen sind weiß, die Fühler rotgelb. Ihr drittes Glied ist oben und vorne oft bräunlich. Der Thorax und das Mesonotum tragen zwei braune konvergierende Streifen, die vorne undeutlich ausgebildet sind. Der Hinterleib ist beim Männchen glänzend schwarz und hat entweder gelbe Vorderecken auf jedem Segment, oder ist gelb mit schwarzer, hinten schmaler Mittellinie. Der Hinterleib der Weibchen ist bis auf das siebte Tergit, dessen Hinterrand gelb ist, schwarz. Die Beine sind gelb. Auf den Flügeln verläuft von der Mündung der Flügelader R1 bis zur Mündung von m ein schwarzbrauner Saum. Auch die Queradern sind so gesäumt, ein gleichfarbiger Fleck verläuft über der Querader Tp. Die Schwingkölbchen (Halteren) sind gelblich. Die Art kann mit Opomyza florum verwechselt werden, dessen Hinterleib gelb gefärbt und der Außenrand der Flügel nicht geschwärzt ist.

## Vorkommen und Lebensweise
Die Tiere kommen in Europa vor. Die Larven entwickeln sich in Rispengräsern (Poa). 

## Belege